# Anno ordinario
Nei calendari solari un anno ordinario o anno comune è un anno di 365 giorni, cioè un anno che non è bisestile. 
Nei calendari lunisolari, invece, un anno lunare ordinario è un anno composto da dodici lunazioni e perciò generalmente dura 354 giorni (ma può durare 353 o 355 giorni per particolari esigenze calendariali). Viene detto "ordinario" per distinguerlo dagli anni lunari embolismici, ovvero comprensivi di un mese lunare aggiuntivo, composti da 13 lunazioni.
Un anno solare comune è composto esattamente di 52 settimane e un giorno. Esso, perciò, inizia e finisce nello stesso giorno della settimana.
In alcuni calendari vi sono solo anni ordinari, perciò la data del loro capodanno è mobile nel calendario gregoriano. Per esempio nel calendario egiziano, che è di tipo solare, ogni 4 anni il capodanno slitta di un giorno rispetto al calendario giuliano o a quello gregoriano e dopo un certo tempo può cadere in qualsiasi stagione. Un calendario di questo tipo si dice basato su un "anno vago". Anche il calendario islamico, che è di tipo lunare, contiene solo anni ordinari e perciò le date del capodanno e di tutte le festività arretrano ogni anno di 11 giorni rispetto al calendario gregoriano.